# Sint-Annakapel (Blitterswijck)

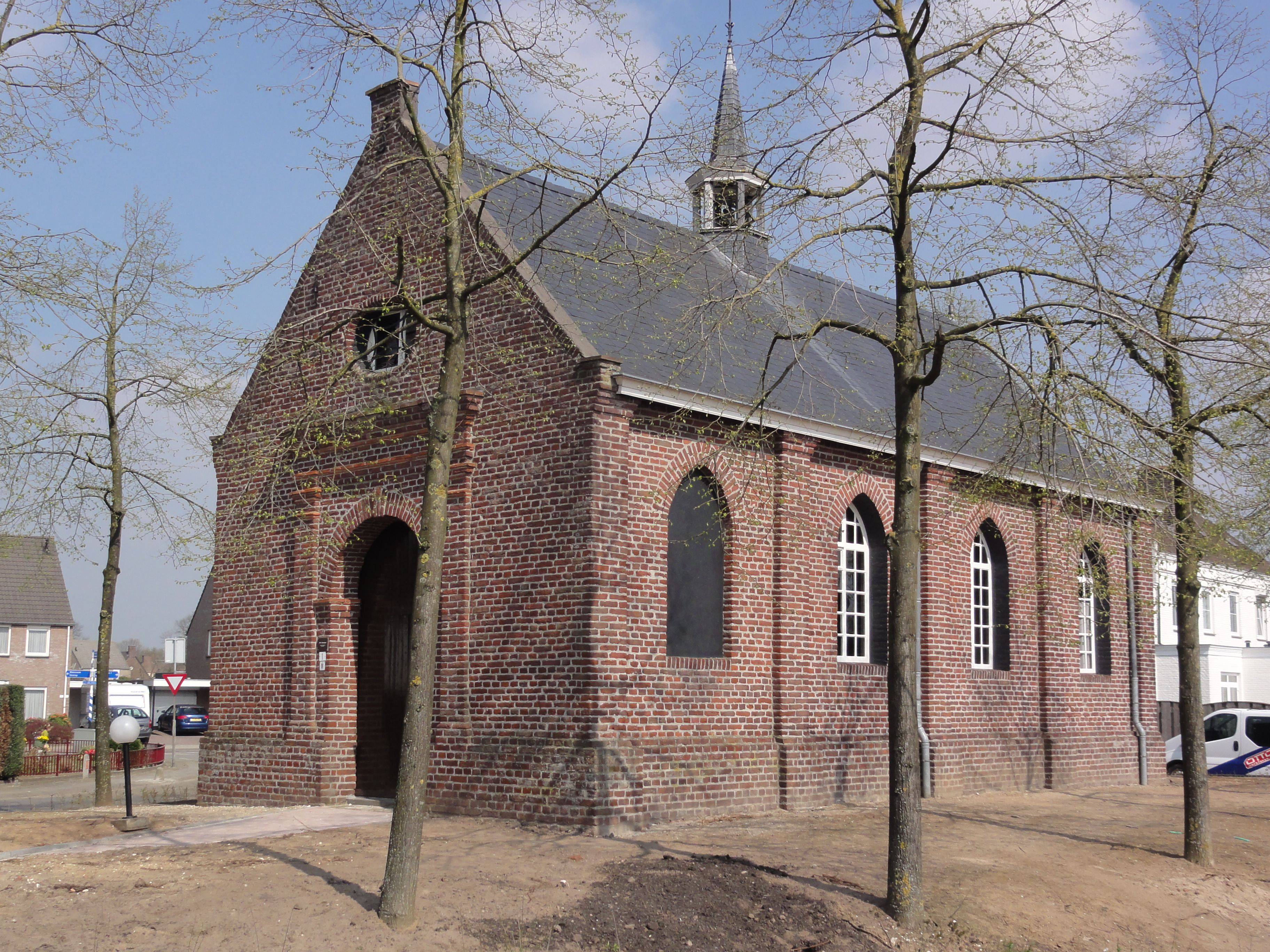
Sint-Annakapel

De Sint-Annakapel is een betreedbare kapel in het Nederlandse dorp Blitterswijck (Beeteweg 1).
De kapel werd gesticht in 1510, en ze werd in 1638 herbouwd na een brand. In 1833 werd de kapel herbouwd, en dat is het huidige gebouw.
Het is een rechthoekig bakstenen gebouw met driezijdig gesloten koor. Op het met leien gedekte dak bevindt zich een dakruiter met daarin een klok uit 1470.
De preekstoel, de communiebank en het altaarretabel zijn uit de 2e helft van de 17e eeuw, en het altaar zelf is vroeg-19e-eeuws. Er zijn twee beelden van Sint-Anna-te-Drieën, één uit de 15e eeuw en één uit het eerste kwart van de 16e eeuw. Een Maria op de Maansikkel is van omstreeks 1700.